# Goljamo gradisjte
Goljamo gradisjte (bulgariska: Голямо градище) är ett distrikt i Bulgarien.   Det ligger i kommunen Obsjtina Opaka och regionen Tărgovisjte, i den centrala delen av landet, 240 km öster om huvudstaden Sofia.